# 鹿子
鹿子（しかこ、1988年10月3日-）は日本の漫画家。 武蔵野美術大学造形学部彫刻学科卒業。岩手県奥州市出身。

## 経歴
武蔵野美術大学造形学部彫刻学科卒業。大学生時代から漫画を描いており、2010年第100回MANGAグランプリにて「ハイタイム」が優秀賞を受賞。読み切り作デビューののち、原泰久の元で5年のアシスタントと数作の読み切り作品掲載を経て2016年『週刊ヤングジャンプ』（2017年1号）にて箱石達名義で「フルドラム」を連載。2020年からは講談社の漫画アプリ・『コミックDAYS」にて鹿子名義で原作：門馬司による「満州アヘンスクワッド」を執筆・連載中。

## 作品リスト
- 『フルドラム』集英社〈ヤングジャンプコミックス〉全5巻（『週刊ヤングジャンプ』2017年1号 - 51号） - 箱石達名義
- 『満州アヘンスクワッド』講談社〈ヤンマガKCスペシャル〉既刊21巻（原作：門馬司、『コミックDAYS』2020年4月9日 - 2021年9月16日→『週刊ヤングマガジン』2021年43号 - 連載中）

## 関連人物
- 原泰久 - アシスタントを務めた漫画家

## メディア出演
テレビ
- 漫道コバヤシ #110（2024年12月24日（23日深夜）、フジテレビONE） - 門馬司と出演[2]